# Ристо Миновски
Ристо Миновски (на македонска литературна норма: Ристо Миновски) е виден инженер от Северна Македония.

## Биография
Роден е през 1941 година в костурското село Езерец, Гърция (на гръцки: Петропулаки). Емигрира в Югославия. Доктор на техническите науки. Редовен професор в Скопския университет. Два мандата е декан на Електротехническия факултет. В 1982 година получава наградата „11-ти октомври“.